# Impact de Montréal 2015
Questa voce raccoglie le informazioni riguardanti l'Impact de Montréal nelle competizioni ufficiali della stagione 2015.

## Stagione

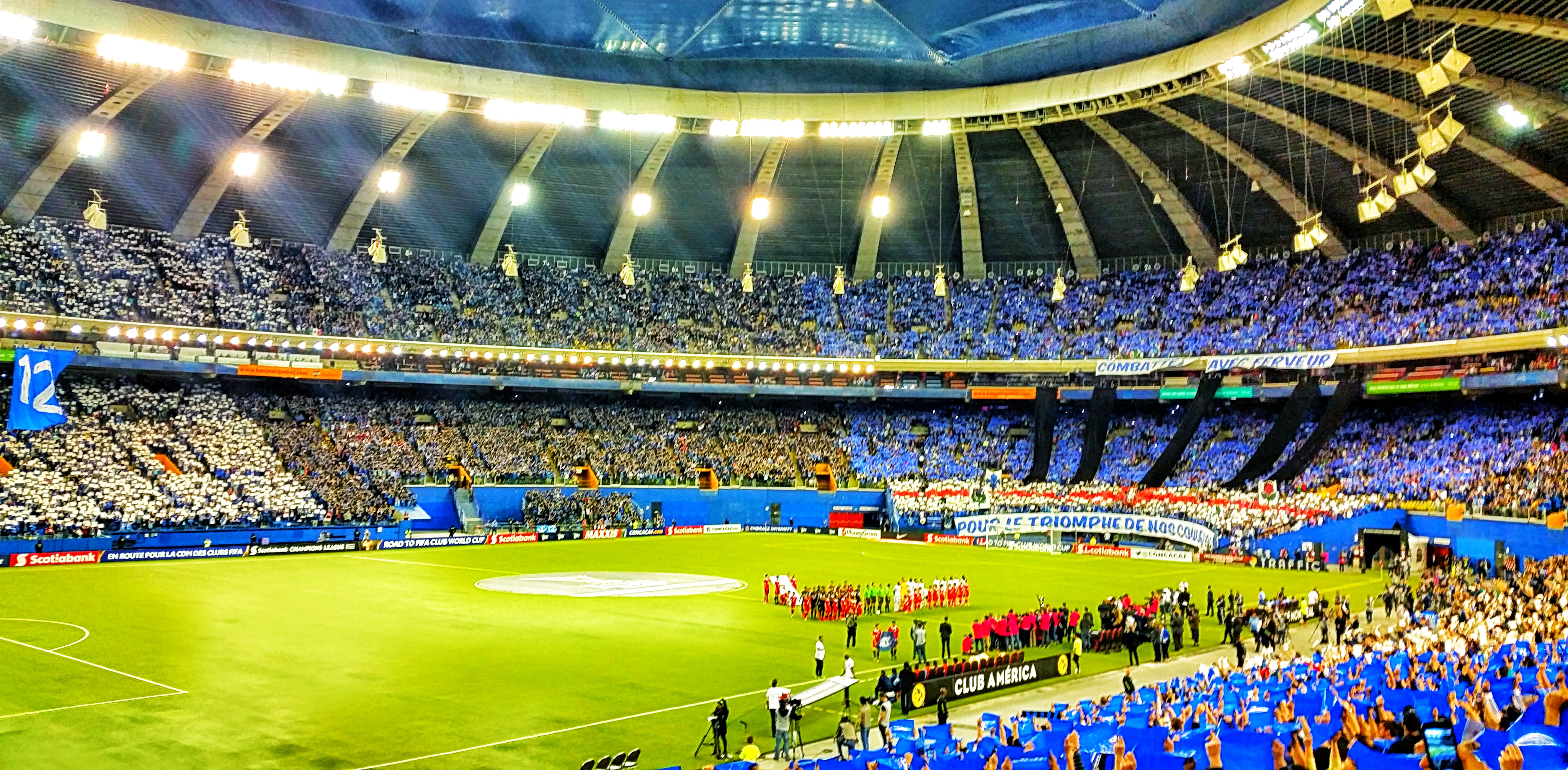
La coreografia dei tifosi dell'Impact in occasione della finale della Champions League 2014-2015.

Nel 2015 l'Impact disputa la ventiduesima stagione della propria storia, la quarta nella MLS, il massimo campionato calcistico di USA e Canada.
Per la prima volta dall'ammissione in MLS i canadesi non cambiano tecnico fra una stagione e l'altra: viene infatti confermato Frank Klopas. Fra i giocatori più rappresentativi lasciano il club Marco Di Vaio, ritiratosi, e Matteo Ferrari, lasciato libero al termine del contratto. Tra gli acquisti si segnalano i centrocampisti Marco Donadel e Nigel Reo-Coker.

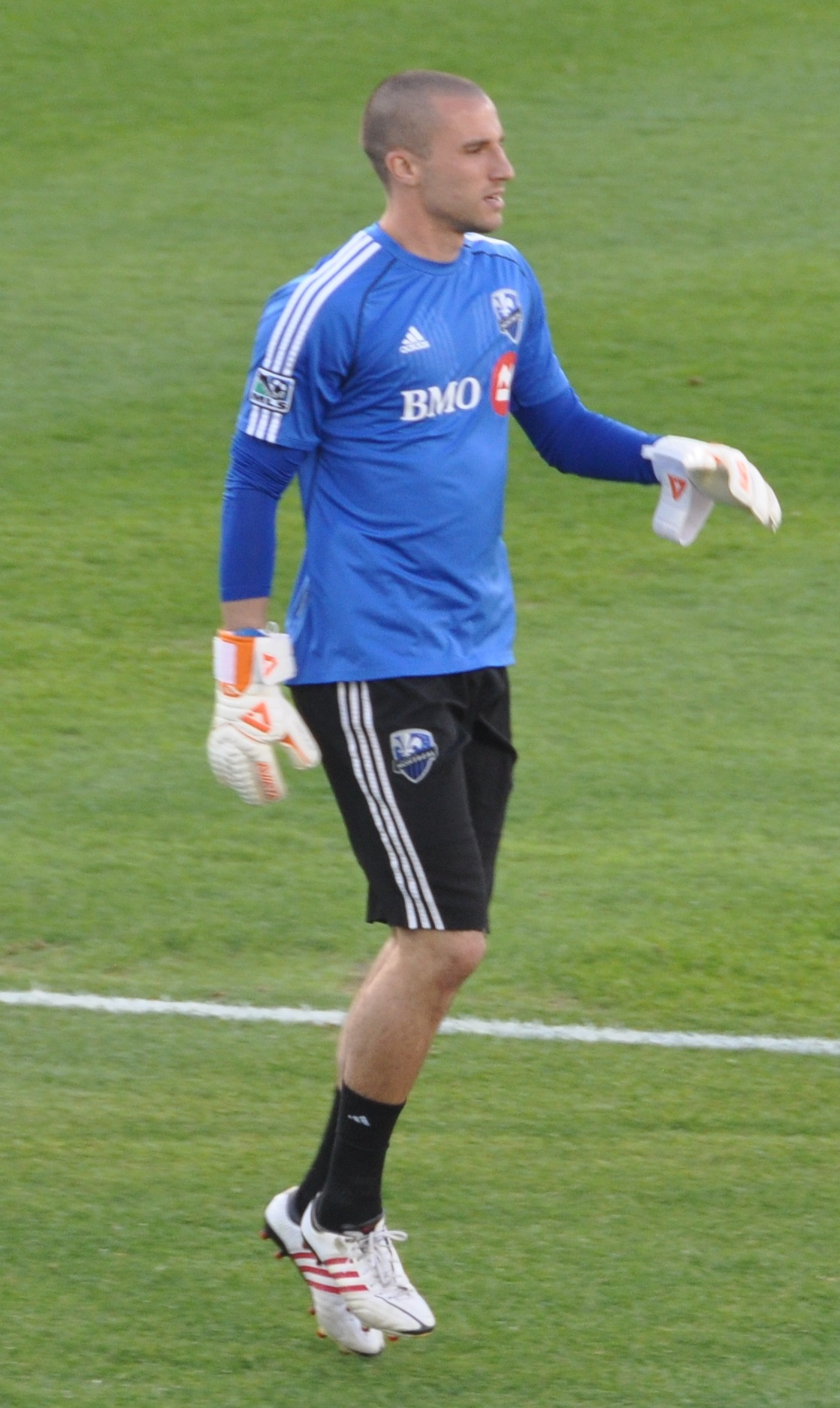
Bush, miglior portiere della Champions League 2014-2015.

Il primo impegno della stagione sono i quarti di finale della CONCACAF Champions League 2014-2015 contro il Pachuca, raggiunti dopo aver vinto il proprio girone nel corso della stagione precedente. Nella partita di andata l'Impact va in vantaggio di due reti ma viene poi raggiunto dai messicani sul 2-2 finale; la partita di ritorno, disputata allo Stadio Olimpico di Montréal, viene decisa da un gol del giovane esordiente Cameron Porter all'ultimo minuto di recupero. Grazie a questa marcatura che fissa il risultato finale sul punteggio di 1-1, i canadesi raggiungono le semifinali del torneo. L'avversario di turno sono i costaricani dell'Alajuelense, che vengono nettamente battuti per 2-0 nella sfida di andata disputata in Québec. Nella partita di ritorno i blu-bianco-neri vengono sconfitti per 4-2 e si qualificano ancora una volta per la regola dei gol fuori casa, ma nel corso della partita la qualificazione non sembra mai veramente in pericolo, e l'ultimo gol dell'Alajuelense arriva soltanto nei minuti finali. Viene così raggiunta la finale della massima competizione continentale per club: si tratta di un traguardo storico in quanto l'Impact è la prima canadese in assoluto a riuscirci, la quarta fra le squadre della MLS (la seconda se si considerano solo le edizioni denominate Champions League). Arriva il supporto di tutto il movimento calcistico nordamericano e attorno alla squadra si registra un forte entusiasmo, come testimoniato dal tutto esaurito registrato nella finale di ritorno giocata in casa: con una grande coreografia e 61.004 spettatori viene fissato il nuovo record del club. L'Impact però perde la finale con i messicani del Club America: pur riuscendo a imporre un pareggio per 1-1 allo stadio Azteca, perde per 4-2 la partita decisiva davanti al proprio pubblico. Il portiere Evan Bush viene nominato miglior portiere del torneo.
L'avventura nella competizione continentale distoglie inevitabilmente le attenzioni dal campionato: l'avvio in MLS è negativo, e complice anche il rinvio di alcune partite che precedono gli incontri di Champions, i blu-bianco-neri si ritrovano all'ultimo posto della classifica. A partire dal mese di maggio l'Impact può concentrare le proprie forze sul campionato, così il 16 dello stesso mese arriva la prima vittoria e da lì incomincia una serie di risultati che consente ai canadesi di risalire la graduatoria. Nonostante ai buoni risultati in casa si alternino diverse sconfitte in trasferta, a circa metà della stagione regolare l'Impact si ritrova al sesto posto della graduatoria della Eastern Conference, l'ultimo che consente di accedere ai play-off.. Negli stessi giorni i quebecchesi acquistano un secondo designated player oltre Ignacio Piatti: viene inserito nell'organico l'attaccante ivoriano Didier Drogba.
Il mese di agosto vede una netta flessione dei risultati della squadra: la sconfitta in finale del Canadian Championship e un bilancio di un solo punto in quattro partite di campionato, di cui tre in casa, porta all'esonero dell'allenatore Klopas. Viene promosso fino al termine della stagione l'allenatore in seconda Mauro Biello. Il cambio in panchina porta i frutti sperati: al termine della stagione l'Impact si qualifica ai play-off per la seconda volta in quattro stagioni, realizzando il miglior piazzamento in classifica e il record di punti dall'ammissione alla MLS.
Nei play-off l'Impact elimina al primo turno i rivali di Toronto con un netto 3-0, divenendo così la prima squadra canadese a vincere un incontro di play-off e la prima a superare un turno. Ai quarti di finale la squadra del Québec viene eliminata soltanto ai supplementari dal Columbus Crew. Gli ottimi risultati del finale di stagione portano comunque alla conferma in panchina per Mauro Biello.

## Maglie e sponsor
Il fornitore tecnico, come per tutte le squadre della MLS, è l'Adidas. Per il 2015 l'Impact conferma la divisa principale della stagione 2014, completamente azzurra con dei gigli sulla trama. Esordisce invece la seconda maglia, che alterna delle strisce orizzontali bianche e grigio chiaro.
| 1ª divisa | 2ª divisa |

## Rosa
| N. |                           | Ruolo | Calciatore                 |
| -- | ------------------------- | ----- | -------------------------- |
| 1  | Stati Uniti (bandiera)    | P     | Evan Bush                  |
| 2  | Camerun (bandiera)        | D     | Ambroise Oyongo            |
| 3  | Stati Uniti (bandiera)    | D     | Eric Miller                |
| 5  | Mali (bandiera)           | D     | Bakary Soumaré             |
| 5  | Stati Uniti (bandiera)    | C     | Dilly Duka                 |
| 6  | Francia (bandiera)        | C     | Hassoun Camara             |
| 7  | Ghana (bandiera)          | A     | Dominic Oduro              |
| 8  | Canada (bandiera)         | C     | Patrice Bernier (capitano) |
| 10 | Argentina (bandiera)      | A     | Ignacio Piatti             |
| 11 | Costa d'Avorio (bandiera) | A     | Didier Drogba              |
| 13 | Stati Uniti (bandiera)    | A     | Kenny Cooper               |
| 14 | Inghilterra (bandiera)    | C     | Nigel Reo-Coker            |
| 15 | Argentina (bandiera)      | C     | Andrés Fabricio Romero     |
| 16 | Scozia (bandiera)         | C     | Calum Mallace              |
| 17 | Giamaica (bandiera)       | A     | Romario Williams           |
| 18 | Canada (bandiera)         | C     | Kyle Bekker                |
| 19 | Stati Uniti (bandiera)    | C     | Blake Smith                |

| N. |                        | Ruolo | Calciatore             |
| -- | ---------------------- | ----- | ---------------------- |
| 21 | Stati Uniti (bandiera) | C     | Justin Mapp            |
| 22 | Stati Uniti (bandiera) | P     | Eric Kronberg          |
| 23 | Belgio (bandiera)      | D     | Laurent Ciman          |
| 24 | Canada (bandiera)      | A     | Anthony Jackson-Hamel  |
| 25 | Stati Uniti (bandiera) | D     | Donny Toia             |
| 26 | Spagna (bandiera)      | D     | Adrián López Rodríguez |
| 27 | Costa Rica (bandiera)  | A     | Johan Venegas          |
| 28 | Canada (bandiera)      | C     | Jérémy Gagnon-Laparé   |
| 29 | Stati Uniti (bandiera) | C     | Eric Alexander         |
| 30 | Germania (bandiera)    | P     | Kristian Nicht         |
| 33 | Italia (bandiera)      | C     | Marco Donadel          |
| 36 | Argentina (bandiera)   | D     | Víctor Cabrera         |
| 39 | Stati Uniti (bandiera) | A     | Cameron Porter         |
| 40 | Canada (bandiera)      | P     | Maxime Crépeau         |
| 51 | Canada (bandiera)      | D     | Maxim Tissot           |
| 55 | Francia (bandiera)     | D     | Wandrille Lefèvre      |
| 99 | Stati Uniti (bandiera) | A     | Jack McInerney         |

## Calciomercato

### Sessione invernale
| Acquisti | Acquisti          | Acquisti             | Acquisti         |
| R.       | Nome              | da                   | Modalità         |
| -------- | ----------------- | -------------------- | ---------------- |
| P        | Eric Kronberg     | Sporting Kansas City | definitivo       |
| P        | Kristian Nicht    | Indy Eleven          | prestito         |
| D        | Víctor Cabrera    | River Plate          | prestito         |
| D        | Laurent Ciman     | Standard Liegi       | definitivo       |
| D        | Ambroise Oyongo   | New York Red Bulls   | definitivo       |
| D        | Bakary Soumaré    | Chicago Fire         | definitivo       |
| D        | Donny Toia        | Chivas USA           | definitivo       |
| C        | Eric Alexander    | New York Red Bulls   | definitivo       |
| C        | Marco Donadel     |                      | definitivo       |
| C        | Santiago González | Danubio              | rientro prestito |
| C        | Zakaria Messoudi  | Ottawa Fury          | rientro prestito |
| C        | Nigel Reo-Coker   | Vancouver Whitecaps  | definitivo       |
| C        | Blake Smith       | Indy Eleven          | rientro prestito |
| A        | Cameron Porter    |                      | definitivo       |
| A        | Dominic Oduro     | Toronto              | definitivo       |
| A        | Romario Williams  |                      | definitivo       |

| Cessioni | Cessioni              | Cessioni           | Cessioni    |
| R.       | Nome                  | a                  | Modalità    |
| -------- | --------------------- | ------------------ | ----------- |
| P        | Troy Perkins          | Seattle Sounders   | definitivo  |
| D        | Mamadou Danso         | Carolina Railhawks | definitivo  |
| D        | Matteo Ferrari        |                    | svincolato  |
| D        | Krzysztof Król        |                    | rescissione |
| D        | Karl Ouimette         | New York Red Bulls | definitivo  |
| D        | Heath Pearce          | Orlando City       | definitivo  |
| D        | Gege Soriola          |                    | svincolato  |
| C        | Louis Béland-Goyette  | FC Montréal        | -           |
| C        | Felipe                | New York Red Bulls | definitivo  |
| C        | Gorka Larrea          |                    | svincolato  |
| C        | Zakaria Messoudi      | FC Montréal        | -           |
| A        | James Bissue          |                    | rescissione |
| A        | Santiago González     |                    | rescissione |
| A        | Issey Nakajima-Farran |                    | svincolato  |

Durante la sessione invernale è stato riscattato a titolo definitivo Andrés Fabricio Romero, fino ad allora in prestito dal Tombense.

### A stagione in corso
| Acquisti | Acquisti      | Acquisti         | Acquisti   |
| R.       | Nome          | da               | Modalità   |
| -------- | ------------- | ---------------- | ---------- |
| C        | Kyle Bekker   | Dallas           | definitivo |
| A        | Kenny Cooper  | Seattle Sounders | definitivo |
| A        | Didier Drogba | Chelsea          | definitivo |
| A        | Johan Venegas | Alajuelense      | definitivo |

| Cessioni | Cessioni               | Cessioni      | Cessioni      |
| R.       | Nome                   | a             | Modalità      |
| -------- | ---------------------- | ------------- | ------------- |
| P        | Kristian Nicht         | Indy Eleven   | fine prestito |
| D        | Adrián López Rodríguez |               | rescissione   |
| D        | Bakary Soumaré         | Dallas        | definitivo    |
| C        | Blake Smith            | Yverdon       | definitivo    |
| A        | Jack McInerney         | Columbus Crew | definitivo    |

## Risultati

### MLS
La MLS non adotta il sistema a due gironi, uno di andata e uno di ritorno, tipico in Europa per i campionati di calcio, ma un calendario di tipo sbilanciato. Nel 2015 l'Impact disputa solo una gara con le dieci squadre della Western conference, tre gare con sei squadre della propria conference, e infine due gare con altre tre squadre della propria conference (in questa stagione Columbus Crew, New York Red Bulls e Philadelphia Union).

#### Stagione regolare
| Arbitro: | M. Geiger |

|             |           |  |
| Arrieta 58’ | Marcatori |  |

| Foxborough 21 marzo 2015 2ª giornata | N.E. Revolution | 0 – 0 referto | Montréal Impact | Gillette Stadium\| Arbitro: \| E. Jurisevic \| |
| Arbitro:                             | E. Jurisevic    |               |                 |                                                |

| Arbitro: | T. Unkel |

|                                 |           |                      |
| Piatti 14’ (rig.) McInerney 27’ | Marcatori | 29’ Ribeiro 30’ Kaká |

| Arbitro: | F. Bazakos |

|                                  |           |  |
| Barnes 15’ Clark 72’ Lovejoy 80’ | Marcatori |  |

| Arbitro: | M. Geiger |

|           |           |                         |
| Oduro 71’ | Marcatori | 64’ Borchers 70’ Valeri |

| Arbitro: | S. Petrescu |

|                                    |           |              |
| Ciman 18’ Romero 20’, 29’ Duka 78’ | Marcatori | 47’ Sandoval |

| Arbitro: | C. Penso |

|                          |           |            |
| Piatti 25’ McInerney 50’ | Marcatori | 77’ Hedges |

| Arbitro: | A. Chapman |

|                                                  |           |  |
| Shipp 13’ Larentowicz 45’ (rig.) Igboananike 72’ | Marcatori |  |

| Arbitro: | A. Villareal |

|                          |           |             |
| McInerney 14’ Piatti 83’ | Marcatori | 79’ Morales |

| Arbitro: | T. Unkel |

|               |           |                       |
| Higuaín 90+1’ | Marcatori | 55’ Tissot 79’ Romero |

| Arbitro: | J. Marrufo |

|                                 |           |             |
| Villa 31’ Diskerud 76’ Poku 90’ | Marcatori | 88’ Lefèvre |

| Arbitro: | E. Jurisevic |

|                      |           |  |
| Toia 36’ Oduro 90+3’ | Marcatori |  |

| Arbitro: | A. Kelly |

|                                              |           |            |
| Bradley 27’ Altidore 56’ Giovinco 82’ (rig.) | Marcatori | 19’ Oyongo |

| Arbitro: | S. Stoica |

|                 |           |                          |
| Ayuk 8’ Edu 76’ | Marcatori | 28’ Piatti 70’ McInerney |

| Arbitro: | J. Gonzalez |

|                   |           |                |
| Piatti 77’ (rig.) | Marcatori | 34’, 82’ Villa |

| Arbitro: | S. Petrescu |

|                          |           |  |
| Oduro 5’, 80’ Donadel 8’ | Marcatori |  |

| Arbitro: | R. Salazar |

|                        |           |            |
| Feilhaber 4’ Dwyer 34’ | Marcatori | 59’ Piatti |

| Arbitro: | C.Penso |

|           |           |  |
| Ciman 88’ | Marcatori |  |

| Arbitro: | J.C. Rivero |

|                               |           |                                |
| Villa 68’ (rig.) McNamara 85’ | Marcatori | 5’ Oduro 32’ 84’ (rig.) Piatti |

| Arbitro: | T. Unkel |

|           |           |         |
| Oduro 42’ | Marcatori | 52’ Sam |

| Arbitro: | S. Stoica |

|  |           |           |
|  | Marcatori | 13’ Rolfe |

| Arbitro: | E. Jurisevic |

|  |           |             |
|  | Marcatori | 78’ Le Toux |

| Arbitro: | A. Villareal |

|                          |           |           |
| Bradley 35’ Altidore 55’ | Marcatori | 74’ Oduro |

| Arbitro: | S. Petrescu |

|                                  |           |                                                     |
| Drogba 27’, 61’, 65’ Lefèvre 42’ | Marcatori | 36’ (rig.) Larentowicz 44’ Gilberto 59’ Igboananike |

| Carson 12 settembre 2015 25ª giornata | LA Galaxy | 0 – 0 referto | Montréal Impact | StubHub Center\| Arbitro: \| M. Geiger \| |
| Arbitro:                              | M. Geiger |               |                 |                                           |

| Arbitro: | A. Chapman |

|                 |           |            |
| Wondolowski 35’ | Marcatori | 65’ Bekker |

| Arbitro: | R. Salazar |

|                                |           |  |
| Venegas 5’ Drogba 60’ Duka 76’ | Marcatori |  |

| Arbitro: | F. Bazakos |

|                       |           |           |
| Drogba 39’ Romero 76’ | Marcatori | 50’ Accam |

| Arbitro: | J. Marrufo |

|                |           |  |
| Drogba 4’, 11’ | Marcatori |  |

| Arbitro: | E. Jurisevic |

|                     |           |           |
| Larin 33’ Hines 80’ | Marcatori | 43’ Oduro |

| Arbitro: | T. Unkel |

|                             |           |                   |
| Kljestan 16’ (rig.) Sam 39’ | Marcatori | 68’ (rig.) Drogba |

| Arbitro: | J. Guzman |

|  |           |            |
|  | Marcatori | 15’ Drogba |

| Arbitro: | M. Geiger |

|  |           |            |
|  | Marcatori | 55’ Piatti |

| Arbitro: | A. Kelly |

|                 |           |              |
| Drogba 54’, 55’ | Marcatori | 45’ Altidore |

#### Play-off
| Arbitro: | B. Toledo |

|                                   |           |  |
| Bernier 18’ Piatti 33’ Drogba 39’ | Marcatori |  |

| Arbitro: | C. Penso |

|                         |           |             |
| Bernier 37’ Venegas 77’ | Marcatori | 33’ Higuaín |

| Arbitro: | A. Villareal |

|                            |           |          |
| Kamara 4’, 111’ Finlay 77’ | Marcatori | 40’ Duka |

### Canadian Championship
| Arbitro: | S. Petrescu |

|               |           |  |
| McInerney 68’ | Marcatori |  |

| Arbitro: | M. Bourdeau |

|                                       |           |                      |
| Altidore 22’ Cheyrou 56’ Giovinco 58’ | Marcatori | 25’ Cooper 84’ Oduro |

| Arbitro: | M. Gantar |

|                             |           |                          |
| Ciman 84’ Jackson-Hamel 85’ | Marcatori | 65’ Mattocks 72’ Morales |

| Arbitro: | S. Petrescu |

|                       |           |  |
| Rivero 40’ Parker 53’ | Marcatori |  |

### Champions League
| Arbitro: | J. Pitti |

|                          |           |               |
| Olvera 56’ Nahuelpan 68’ | Marcatori | 25’, 53’ Duka |

| Arbitro: | H. Bejarano |

|              |           |                 |
| Porter 90+4’ | Marcatori | 80’ (rig.) Cano |

| Arbitro: | J. Marrufo |

|                       |           |  |
| Piatti 9’ Cabrera 14’ | Marcatori |  |

| Arbitro: | J. Aguilar |

|                                           |           |                          |
| Gabas 47’, 60’ Guevara 79’ McDonald 90+3’ | Marcatori | 42’ McInerney 72’ Romero |

| Arbitro: | H. Rodríguez |

|             |           |            |
| Peralta 89’ | Marcatori | 16’ Piatti |

| Arbitro: | H. Bejarano |

|                         |           |                                                 |
| Romero 8’ McInerney 89’ | Marcatori | 50’, 66’, 81’ Darío Benedetto 64’ Oribe Peralta |

## Statistiche

### Statistiche di squadra
| Competizione          | Punti | In casa | In casa | In casa | In casa | In casa | In casa | In trasferta | In trasferta | In trasferta | In trasferta | In trasferta | In trasferta | Totale | Totale | Totale | Totale | Totale | Totale |
| Competizione          | Punti | G       | V       | N       | P       | Gf      | Gs      | G            | V            | N            | P            | Gf           | Gs           | G      | V      | N      | P      | Gf     | Gs     |
| --------------------- | ----- | ------- | ------- | ------- | ------- | ------- | ------- | ------------ | ------------ | ------------ | ------------ | ------------ | ------------ | ------ | ------ | ------ | ------ | ------ | ------ |
| MLS                   | 51    | 17      | 11      | 2       | 4       | 32      | 17      | 17           | 4            | 4            | 9            | 16           | 27           | 34     | 15     | 6      | 13     | 48     | 44     |
| Play-off              |       | 2       | 2       | 0       | 0       | 5       | 1       | 1            | 0            | 0            | 1            | 1            | 3            | 3      | 2      | 0      | 1      | 6      | 4      |
| Canadian Championship |       | 2       | 1       | 1       | 0       | 3       | 2       | 2            | 0            | 0            | 2            | 2            | 5            | 4      | 1      | 1      | 2      | 5      | 7      |
| Champions League      |       | 3       | 1       | 1       | 1       | 5       | 5       | 3            | 0            | 2            | 1            | 5            | 7            | 6      | 1      | 3      | 2      | 10     | 12     |
| Totale                |       | 24      | 15      | 4       | 5       | 45      | 25      | 23           | 4            | 6            | 13           | 24           | 42           | 47     | 19     | 10     | 18     | 69     | 67     |

### Statistiche dei giocatori
| Giocatore          | MLS      | MLS  | MLS         | MLS        | Canadian Championship | Canadian Championship | Canadian Championship | Canadian Championship | Champions League | Champions League | Champions League | Champions League | Totale   | Totale | Totale      | Totale     |
| Giocatore          | Presenze | Reti | Ammonizioni | Espulsioni | Presenze              | Reti                  | Ammonizioni           | Espulsioni            | Presenze         | Reti             | Ammonizioni      | Espulsioni       | Presenze | Reti   | Ammonizioni | Espulsioni |
| ------------------ | -------- | ---- | ----------- | ---------- | --------------------- | --------------------- | --------------------- | --------------------- | ---------------- | ---------------- | ---------------- | ---------------- | -------- | ------ | ----------- | ---------- |
| E. Alexander       | 20       | 0    | 2           | -          | 3                     | 0                     | -                     | -                     | 0                | 0                | -                | -                | 23       | 0      | 2           | -          |
| K. Bekker          | 4        | 1    | -           | -          | 0                     | 0                     | -                     | -                     | 0                | 0                | -                | -                | 4        | 1      | -           | -          |
| P. Bernier         | 23       | 2    | 2           | 1          | 2                     | 0                     | 2                     | -                     | 4                | 0                | -                | -                | 29       | 2      | 4           | 1          |
| E. Bush            | 34       | 0    | 2           | -          | 0                     | 0                     | -                     | -                     | 5                | 0                | 2                | -                | 39       | 0      | 4           | -          |
| V. Cabrera         | 24       | 0    | 5           | -          | 1                     | 0                     | 2                     | 1                     | 4                | 1                | -                | -                | 29       | 1      | 7           | 1          |
| H. Camara          | 10       | 0    | 2           | 1          | 0                     | 0                     | -                     | -                     | 2                | 0                | 1                | -                | 12       | 0      | 3           | 1          |
| L. Ciman           | 30       | 2    | 12          | 3          | 4                     | 1                     | 1                     | -                     | 6                | 0                | 1                | -                | 40       | 3      | 14          | 3          |
| K. Cooper          | 1        | 0    | -           | -          | 1                     | 1                     | -                     | -                     | 0                | 0                | -                | -                | 2        | 1      | -           | -          |
| M. Crépeau         | 0        | 0    | -           | -          | 0                     | 0                     | -                     | -                     | 0                | 0                | -                | -                | 0        | 0      | -           | -          |
| M. Donadel         | 28       | 1    | 14          | 2          | 2                     | 0                     | -                     | -                     | 4                | 0                | -                | -                | 34       | 1      | 14          | 2          |
| D. Drogba          | 14       | 12   | 2           | -          | 0                     | 0                     | -                     | -                     | 0                | 0                | -                | -                | 14       | 12     | 2           | -          |
| D. Duka            | 29       | 2    | 1           | -          | 3                     | 0                     | -                     | -                     | 6                | 2                | 1                | -                | 38       | 4      | 2           | -          |
| J. Gagnon-Laparé   | 2        | 0    | -           | -          | 0                     | 0                     | -                     | -                     | 0                | 0                | -                | -                | 2        | 0      | -           | -          |
| A. Jackson-Hamel   | 8        | 0    | -           | -          | 2                     | 1                     | -                     | -                     | 0                | 0                | -                | -                | 10       | 1      | -           | -          |
| E. Kronberg        | 3        | 0    | 1           | -          | 4                     | 0                     | 1                     | -                     | 0                | 0                | -                | -                | 7        | 0      | 2           | -          |
| W. Lefèvre         | 11       | 2    | -           | -          | 3                     | 0                     | 1                     | -                     | 0                | 0                | -                | -                | 14       | 2      | 1           | -          |
| A. López Rodríguez | 0        | 0    | -           | -          | 0                     | 0                     | -                     | -                     | 0                | 0                | -                | -                | 0        | 0      | -           | -          |
| C. Mallace         | 29       | 0    | 3           | -          | 3                     | 0                     | -                     | -                     | 6                | 0                | -                | -                | 38       | 0      | 3           | -          |
| J. Mapp            | 5        | 0    | -           | -          | 2                     | 0                     | -                     | -                     | 2                | 0                | 2                | -                | 9        | 0      | 2           | -          |
| J. McInerney       | 17       | 4    | 4           | -          | 2                     | 1                     | -                     | -                     | 3                | 2                | 1                | -                | 22       | 7      | 5           | -          |
| E. Miller          | 9        | 0    | 1           | -          | 2                     | 0                     | -                     | -                     | 1                | 0                | -                | -                | 12       | 0      | 1           | -          |
| K. Nicht           | 0        | 0    | -           | -          | 0                     | 0                     | -                     | -                     | 1                | 0                | -                | -                | 1        | 0      | -           | -          |
| D. Oduro           | 29       | 8    | 3           | -          | 4                     | 1                     | 2                     | -                     | 6                | 0                | 2                | -                | 39       | 9      | 7           | -          |
| A. Oyongo          | 25       | 1    | 2           | 2          | 2                     | 0                     | -                     | -                     | 0                | 0                | -                | -                | 27       | 1      | 2           | 2          |
| I. Piatti          | 29       | 10   | 3           | -          | 2                     | 0                     | -                     | -                     | 6                | 2                | 2                | -                | 37       | 12     | 5           | -          |
| C. Porter          | 2        | 0    | -           | -          | 0                     | 0                     | -                     | -                     | 3                | 1                | -                | -                | 5        | 1      | -           | -          |
| N. Reo-Coker       | 31       | 0    | 5           | -          | 3                     | 0                     | -                     | -                     | 6                | 0                | 1                | -                | 40       | 0      | 6           | -          |
| A.F. Romero        | 27       | 4    | 8           | -          | 4                     | 0                     | -                     | -                     | 3                | 2                | 2                | -                | 34       | 6      | 10          | -          |
| B. Smith           | 0        | 0    | -           | -          | 0                     | 0                     | -                     | -                     | 0                | 0                | -                | -                | 0        | 0      | -           | -          |
| B. Soumaré         | 10       | 0    | 3           | -          | 0                     | 0                     | -                     | -                     | 6                | 0                | 2                | -                | 16       | 0      | 5           | -          |
| M. Tissot          | 11       | 1    | 1           | -          | 3                     | 0                     | -                     | -                     | 4                | 0                | -                | -                | 18       | 1      | 1           | -          |
| D. Toia            | 34       | 1    | 4           | -          | 2                     | 0                     | -                     | -                     | 6                | 0                | -                | -                | 42       | 1      | 4           | -          |
| J. Venegas         | 13       | 2    | 4           | -          | 2                     | 0                     | -                     | -                     | 0                | 0                | -                | -                | 15       | 2      | 4           | -          |
| R. Williams        | 2        | 0    | -           | -          | 0                     | 0                     | -                     | -                     | 0                | 0                | -                | -                | 2        | 0      | -           | -          |

## Giovanili
A partire dalla stagione 2015 la rappresentativa under 23 dell'Impact abbandona la USL Premier Development League. Dalla fusione di quest'ultima con la squadra riserve viene creato l'FC Montréal, club satellite iscritto alla United Soccer League.
- FC Montréal: 10° nella Eastern conference della USL 2015, 22° complessivo
- Under 18: 1° nella northeast division della east conference del campionato USSDA 2014-2015.[23] Quarto dopo i play-off[24]
- Under 16: 5° nella northeast division della east conference del campionato USSDA 2014-2015[25]